# Sengaten
Sengaten is een bestuurslaag in het regentschap Bojonegoro van de provincie Oost-Java, Indonesië. Sengaten telt 4684 inwoners (volkstelling 2010).